# Austrelaps
Genre
Austrelaps est un genre de serpents de la famille des Elapidae. Les espèces de ce genre sont appelées têtes cuivrées

## Répartition
Les espèces de ce genre sont endémiques d'Australie.

## Description
Ces serpents sont vivipares et venimeux.

## Liste des espèces
Selon The Reptile Database (7 août 2011) :
- Austrelaps labialis (Jan, 1859)
- Austrelaps ramsayi (Krefft, 1864)
- Austrelaps superbus (Günther, 1858)

## Publication originale
- Worrell, 1963 : Reptiles of Australia. Angus & Robertson (Sydney), p. 1-207.